# Frida Høgaard
Frida Høgaard Nielsen (født 8. august 2002 i Aalborg) er en kvindelig dansk håndboldspiller som spiller for EH Aalborg og Danmarks U/19-kvindehåndboldlandshold. Hun har siden februar 2021 været på kontrakt i 1. divisionsklubben EH Aalborg.
Hun har siden november 2021 optrådt for U/19-landsholdet som højre back, hvor hun også deltog under U/20-VM i håndbold 2022 i Slovenien. Her sluttede man på en 5. plads.
I februar 2022 blev hun midt i sæsonen hentet til de svenske mestre fra IK Sävehof på en lejeaftale gældende frem til sommeren, hvor hun skulle styrke truppen i forbindelse med EHF Champions League-turneringen. Med klubben nåede hun også at vinde det svenske mesterskab, Svensk handbollselit.

## Meritter
- Svensk handbollselit
  - Vinder (1): 2022